# Toldi páncélvadász
Il Toldi páncélvadász è stato un cacciacarri ungherese, basato sullo scafo del carro armato leggero 38M Toldi e rimasto allo stato di prototipo. Il nome, non ufficiale, è traducibile in Toldi cacciacarri.

## Sviluppo
I carri ungheresi si erano rivelati inadeguati contro i mezzi corazzati russi sul fronte orientale. Gli 80 carri 42M Toldi II, dotati di robuste sospensioni a barre di torsione di produzione ungheresi vennero riarmati con un più potente cannone da 40 mm 36M, prodotto dalla MÁVAG su licenza Bofors. L'incremento di peso che tale soluzione causava non era sostenibile invece dai precedenti 38M Toldi I, prodotti con le più fragili sospensioni di produzione tedesca. Per sfruttare le scorte di ormai obsoleti Toldi I, venne valutata l'opzione di trasformarli in semoventi in casamatta, similmente a quanto fatto dai tedeschi che avevano convertito i loro Panzer II e II in cacciacarri. Tra il 1942 e il 1943 la Wehrmacht aveva trasferito temporaneamente 7 cacciacarri Marder II alle divisioni corazzate ungheresi per rimpiazzare i carri perduti sul fronte orientale. Uno di questi mezzi venne inviato nel 1943 presso l'Istituto per la tecnologia militare ungherese per essere esaminato.
Dalle esperienze acquisite esaminando e testando il Marder II, nell'autunno 1943 la Ganz (una delle due industrie coinvolte nella produzione di carri Toldi) realizzarono un prototipo, denominato non ufficialmente Toldi páncélvadász. Il mezzo era basato sullo scafo di un Toldi I danneggiato in combattimento e successivamente riparato, armato provvisoriamente con il pezzo da 7,5 cm PaK 40/2 prelevato temporaneamente dal Marder II esaminato. La scelta del cannone definitivo venne rimandata all'eventuale produzione di massa, a seconda della disponibilità di cannoni e munizioni.
Il veicolo non superò mai lo stato di prototipo, per motivi sia industriali che tecnici. Tutte le risorse industriali ungheresi erano infatti concentrate nella produzione le carro armato medio 40M Turán I e del cannone d'assalto 43M Zrínyi II, ritenuti essenziali dall'Esercito ungherese rispetto a un corazzato leggero copia del Marder. Dal punto di vista tecnico le sospensioni del Toldi I si rivelarono inadeguate anche per questa modifica, che portava ad un incremento di peso di 2 tonnellate. Inoltre il baricentro alto rendeva il mezzo instabile e la riserva di munizioni era di soli 21 colpi rispetto ai 37 del Marder II, oltretutto esposta al fuoco avversario.

## Tecnica
L'impostazione del mezzo ricalcava la struttura del cacciacarri Marder II. Sul vano di combattimento centrale dello scafo del Toldi I privato della torretta, veniva installata una sovrastruttura a cielo aperto. La corazzatura leggera forniva protezione solo contro il fuoco di armi leggere e gli shrapnel. Il prototipo era armato di cannone tedesco 7,5 cm PaK 40/2 e di mitragliatrice Solothurn 31M da 8 × 56 mm R per autodifesa antiaerea, montata sulla fiancata destra della sovrastruttura. Una grande cassone metallico, posizionato superiormente al vano motore conteneva parte delle munizioni, veniva elevato verticalmente per consentire ai serventi di prelevare i proietti e per consentire l'accesso al vano motore. 